# Chrámy Roluos
Roluos je název skupiny chrámů z předangkorské éry, nalézající se v Kambodži, v provincii Siem Reap, ve vesnici Roluos. Skupina je vzdálena zhruba 10 km jihovýchodně od Angkor Vatu a zahrnuje dva menší chrámy (Preah Ko a Lolei) a jeden větší (Bakong). Tato lokalita byla v 9. století známa jako Hariharalája a byla vůbec prvním hlavním městem v angkorské oblasti. Všechny zachované stavby pocházejí z doby vlády Indravarmana I. Bakong z r. 881 je se svými pěti úrovněmi vůbec první pyramidovou stavbou, symbolisující posvátnou hinduistickou horu Méru - tento symbolický a architektonický koncept pak byl opakovaně využit i v dalších staletích, u nejslavnějších angkorských chrámů (Angkor Vat, Bayon ad.).
Chrámový komplex Roluos je součástí jedné z památek světového kulturního dědictví UNESCO - Angoru, který zahrnuje samotný Angor, ale i Roluos a Banteay Srei.

## Fotogalerie

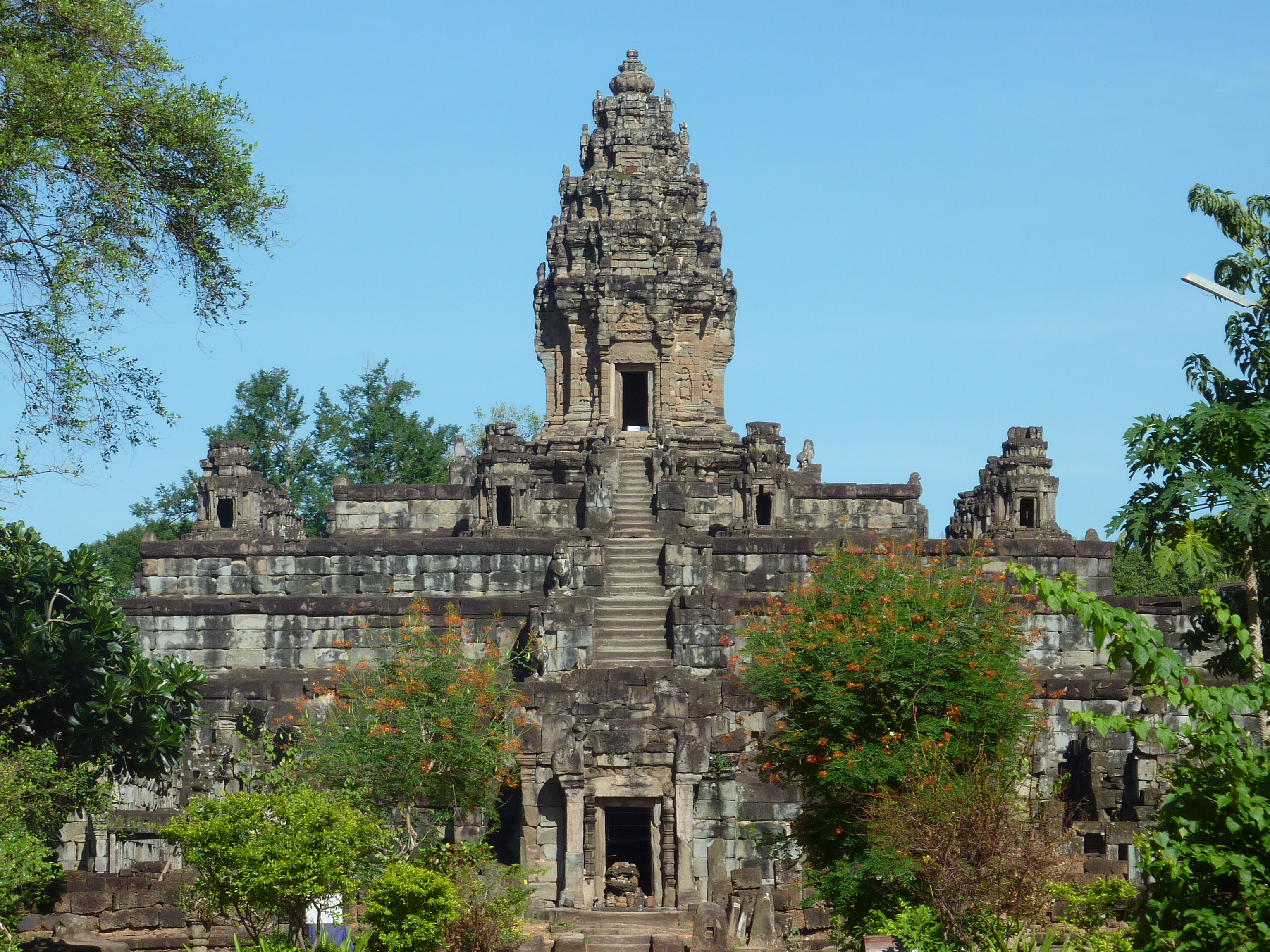
Bakong
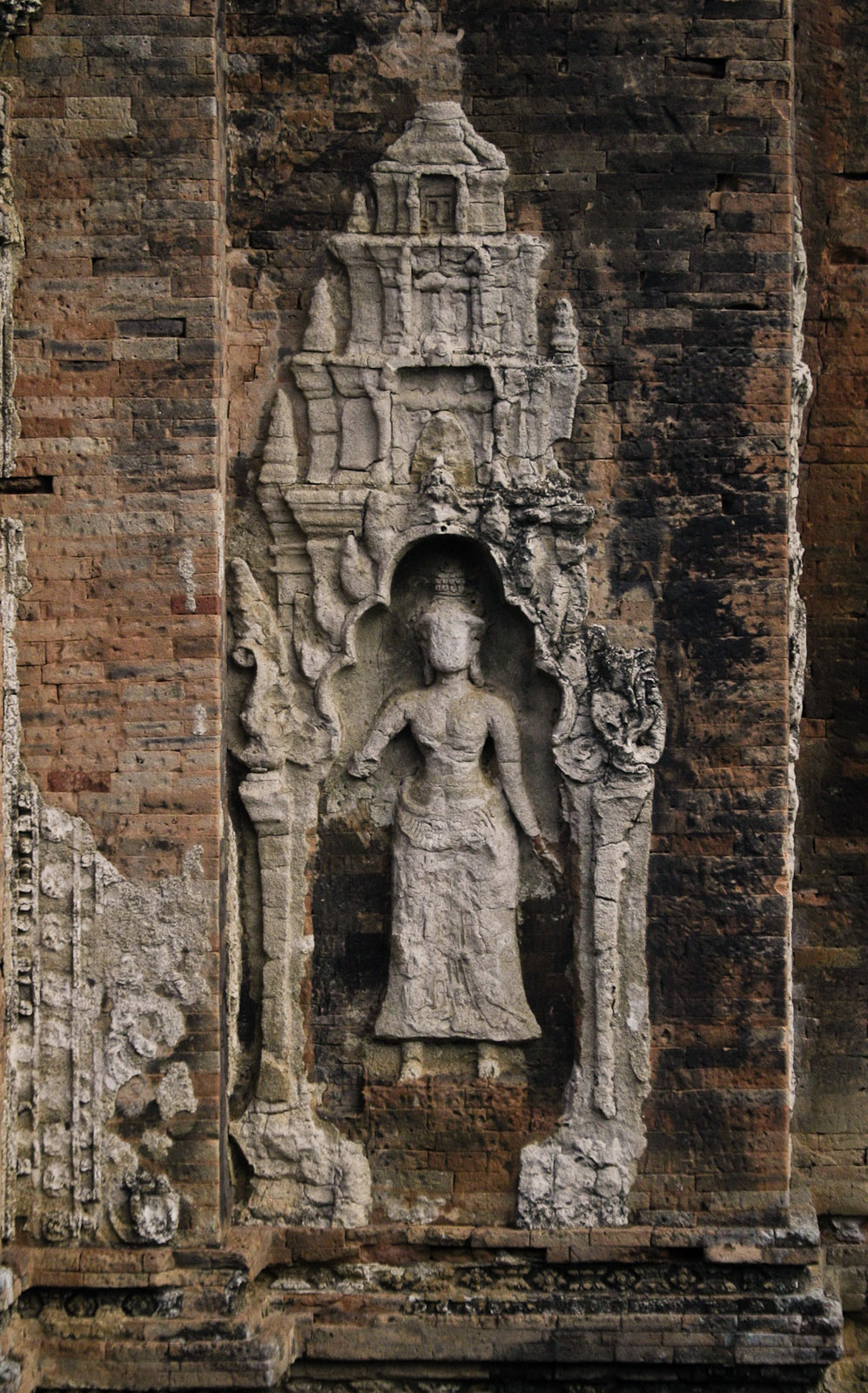
Bakong
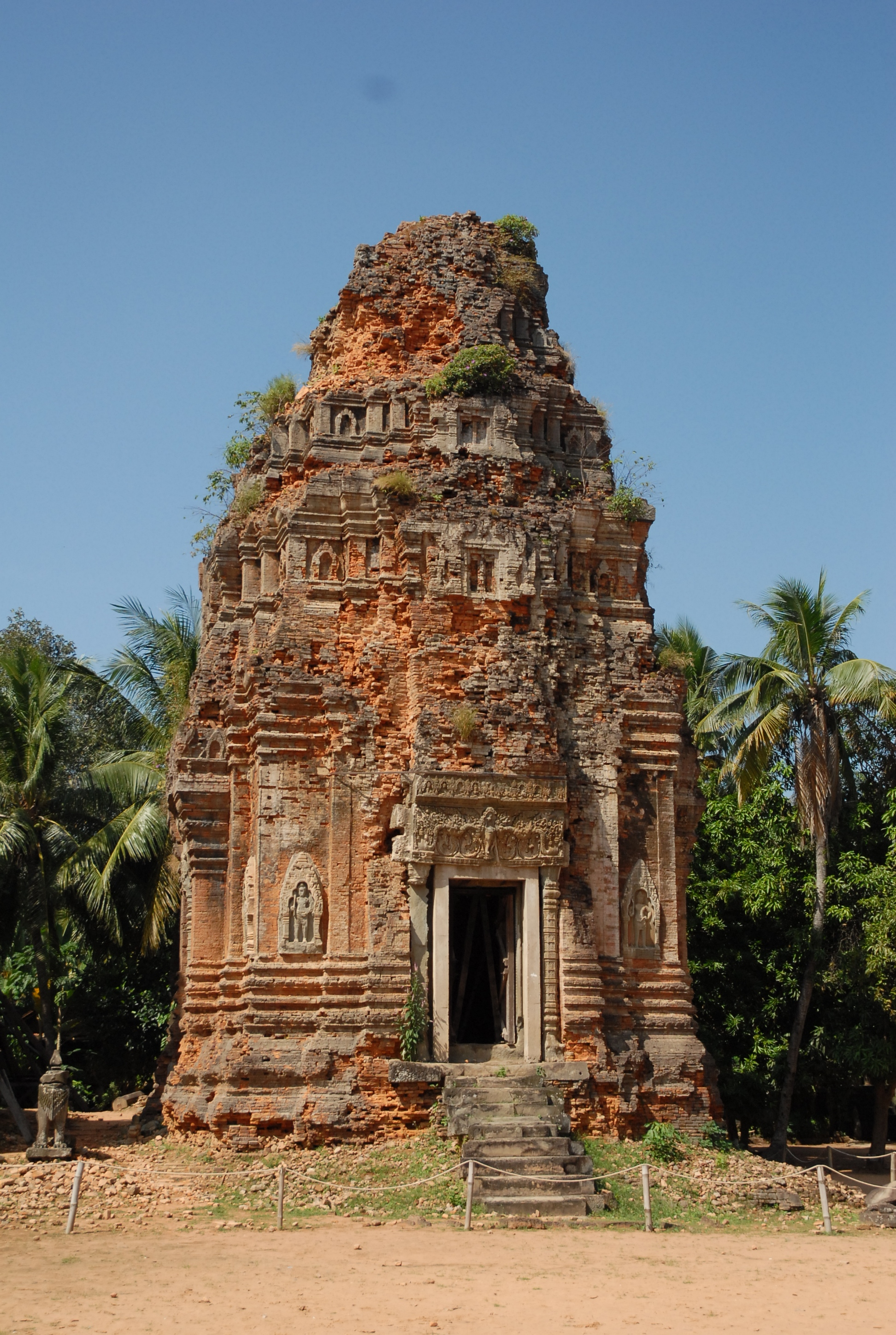
Lolei
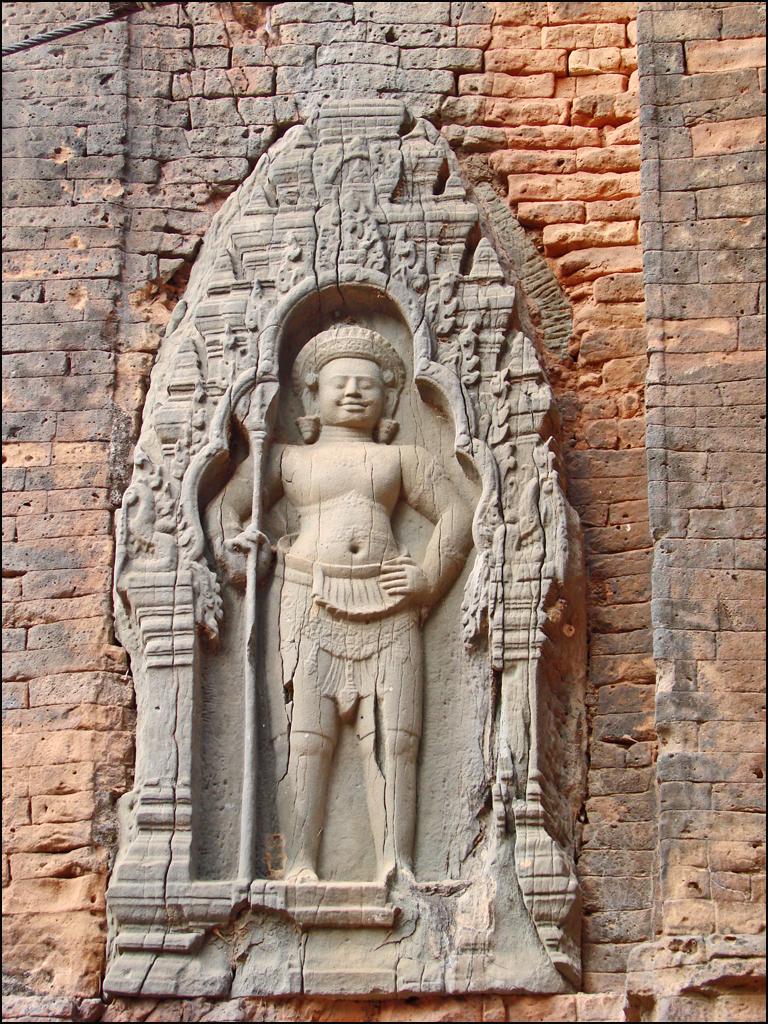
Lolei
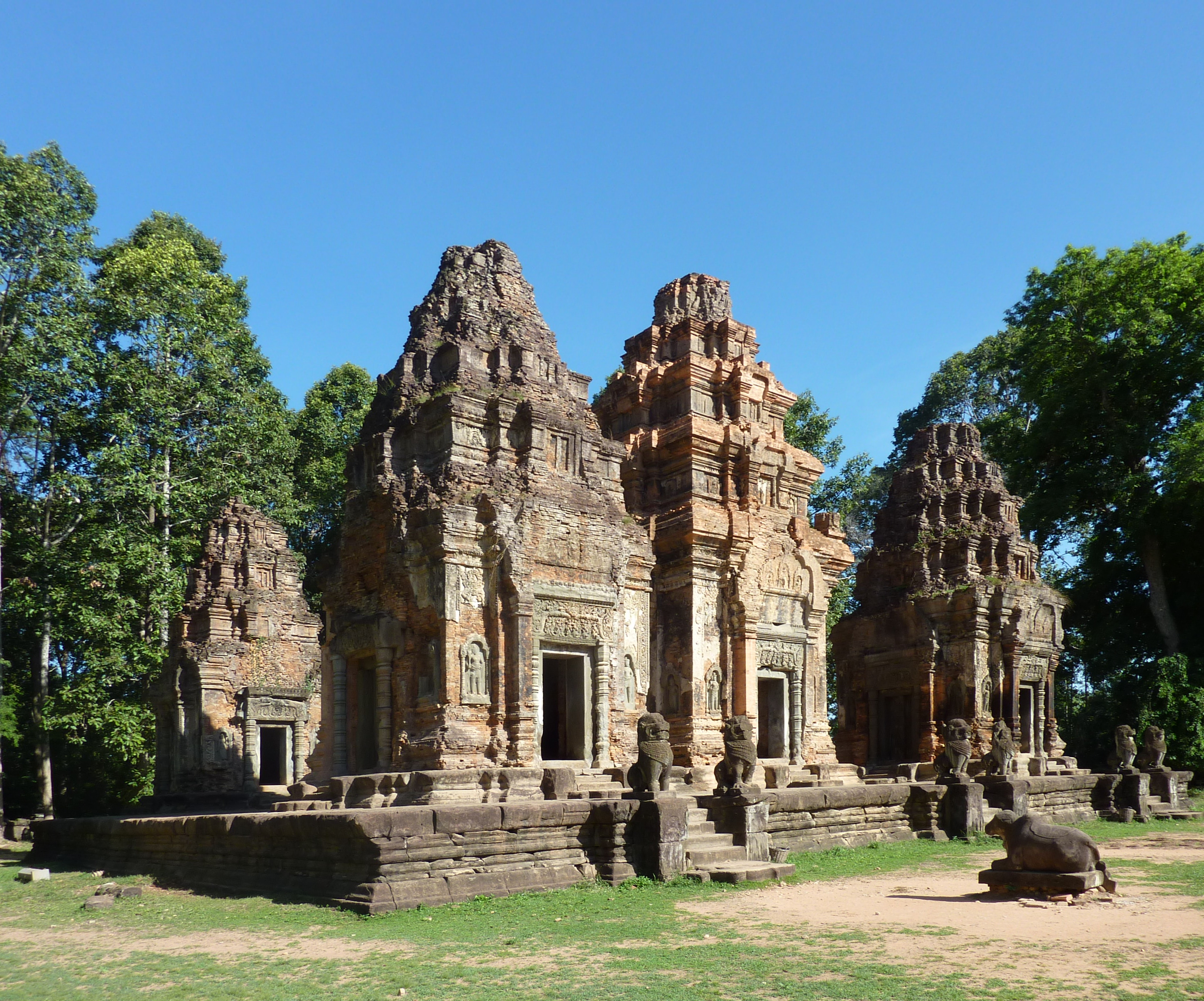
Preah Ko
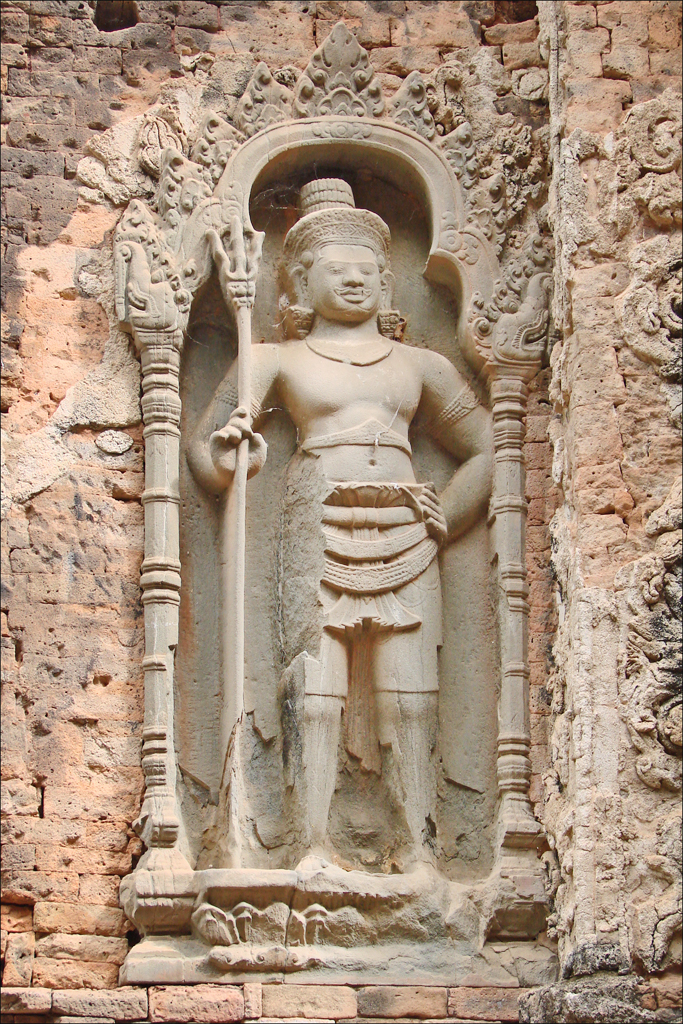
Preah Ko